# Spútnik (coet)
El coet Spútnik era un vehicle de llançament orbital sense tripulació dissenyat per Serguei Koroliov a la Unió Soviètica, derivat de l'R-7 Semiorka MBI. El 4 d'octubre de 1957, es va utilitzar per realitzar el primer llançament d'un satèl·lit en òrbita terrestre, situant l'Sputnik 1 en una òrbita terrestre baixa.
Es van construir dues versions de l'Sputnik, l'Sputnik-PS (índex GRAU 8K71PS), que es va utilitzar per llançar l'Spútnik 1 i posteriorment l'Spútnik 2, i l'Sputnik (8A91), que no va poder llançar un satèl·lit a l'abril de 1958, i que posteriorment es van llançar 3, el 15 de maig de 1958.
Un membre posterior de la família R-7, el Polyot, va utilitzar la mateixa configuració que el coet Sputnik, però es va construir a partir de components Voskhod. A causa de la similitud, el Polyot era conegut a vegades com a Sputnik 11A59.

## Especificacions
- Primera etapa: Block B, V, G, D (quatre coets acceleradors adherits)
  - Massa bruta: 43,0 tones
  - Massa buida: 3,4 tones
  - Empenta (vac): 4 × 99,000 kgf = 396 Mgf (3,89 MN)
  - Isp: 306 s (3.000 N·s/kg)
  - Temps de consum: 120 s (2 min)
  - Isp (sl): 250 s (2.450 N·s/kg)
  - Diàmetre: 2,68 m
  - Exteensió: 2,68 m
  - Llargada: 19,2 m (sense les toveres)
  - Propel·lents: Oxigen líquid / Querosè

Algunes variants de l'R-7

  - Motors: 1 x RD-107-8D74PS per coet accelerador = 4
- Segona etapa: bloc A (etapa principal)
  - Massa bruta: 94,0 tones
  - Massa buida: 7,495 tones
  - Empenta (vac): 99.000 kgf (970 kN)
  - Isp: 308 s (3.020 N·s/kg)
  - Temps de consum: 310 s (5 min 10 s)
  - Isp(sl): 241 s (2.360 N·s/kg)
  - Diàmetre: 2,95 m
  - Extensió: 2,95 m
  - Llargada: 28 m
  - Propel·lents: Oxigen líquid / Querosè
  - Motor: 1 x RD-108-8D75PS
- Massa total: 267 tones
- Extensió total: 10,3 m
- Càrrega útil en OTB: 500 kg
- Empenta total de l'enlairament: 3,89 MN

## Sputnik 8A91
L'Spútnik 8A91 tenia instal·lats motors 8D76 i 8D77 més potents, augmentant la seva capacitat de càrrega útil i li permet llançar satèl·lits molt més pesants que l’Spútnik 1 i l’Spútnik 2. Es va llançar dues vegades, el 1958. El primer llançament, el 27 d'abril, va fallar a causa de les vibracions que van passar inesperadament durant el vol al llarg de l'eix longitudinal del coet. El 15 de maig, va llançar amb èxit l'Sputnik 3.

### Especificacions de l'Spútnik
- Número d'etapa: 0 - Coets acceleradors adherits; 4 x Sputnik 8A91-0
  - Massa bruta: 43,0 tones
  - Massa buida: 3,4 tones
  - Empenta (vac): 4 × 99.000 kgf = 396 Mgf (3,89 MN)
  - Isp: 310 s (3,040 N·s/kg)
  - Temps de consum: 130 s (2 min 10 s)
  - Isp(sl): 252 s (2,470 N·s/kg)
  - Diàmetre: 2,68 m
  - Extensió: 2,68 m
  - Llargada: 19,2 m (sense les toveres)
  - Propel·lents: Oxigen líquid / Querosè
  - Motors: 1 x RD-107-8D76 per coet accelerador = 4
- Número d'etapa: 1 - Etapa central; 1 x Sputnik 8A91-1
  - Massa bruta: 95,0 tones
  - Massa buida: 7,5 tones
  - Empenta (vac): 82.000 kgf (804 kN)
  - Isp: 315 s (3.090 N·s/kg)
  - Temps de consum: 360 s (6 min)
  - Isp(sl): 246 s (2.410 N·s/kg)
  - Diàmetre: 2,95 m
  - Llargada:28 m
  - Propel·lents: Oxigen líquid / Querosè
  - Motor: 1 x RD-108-8D77
- Massa total: 269,3 tones
- Extensió total: 10,3 m
- Càrrega útil en OTB: 1.327 kg
- Empenta total de l'enlairament: 385.950 kgf (3,78 MN)